# Pingasa austrina
Pingasa austrina är en fjärilsart som beskrevs av Louis Beethoven Prout 1917. Pingasa austrina ingår i släktet Pingasa och familjen mätare. Inga underarter finns listade i Catalogue of Life.